# 加瀬欣一
加瀬 欣一（かせ きんいち、1914年11月26日 - 1983年12月13日）は、日本の経営者。新潟県出身。

## 経歴
1938年に早稲田大学商学部を卒業し、同年に三菱倉庫に入社。1968年5月に取締役に就任し、1971年5月に常務、1975年6月に専務を経て、1977年6月には社長に就任。1981年6月から会長を務めた。
1983年12月13日急性心不全のために死去。69歳没。